# Gabriel Pereyra
Gabriel Ernesto Pereyra Vázquez (Carlos Pellegrini, 28 febbraio 1978) è un allenatore di calcio ed ex calciatore argentino, di ruolo centrocampista tecnico del Atlético Morelia.

## Palmarès

### Club
- Primera División argentina: 3

River Plate : 1999, 2000, 2004
- Primera División de México: 1

Atlante : 2007